# Tournefortia staminea
Tournefortia staminea är en strävbladig växtart som beskrevs av August Heinrich Rudolf Grisebach. Tournefortia staminea ingår i släktet Tournefortia och familjen strävbladiga växter. Inga underarter finns listade i Catalogue of Life.